# Didemnum usitatum
Didemnum usitatum är en sjöpungsart som beskrevs av Kott 2004. Didemnum usitatum ingår i släktet Didemnum och familjen Didemnidae. Inga underarter finns listade i Catalogue of Life.